# Katzelsdorf
Katzelsdorf es un municipio del distrito de Wiener Neustadt-Land, en el estado de Baja Austria, Austria.
Katzeldorf se encuentra a los pies de la sierra de Rosalia (del alemán: Rosaliengebirge) y en sus alrededores pueden encontrarse fuentes de aguas termales. El río Leita y el canal Mühlbach atraviesan el municipio.

## Galería

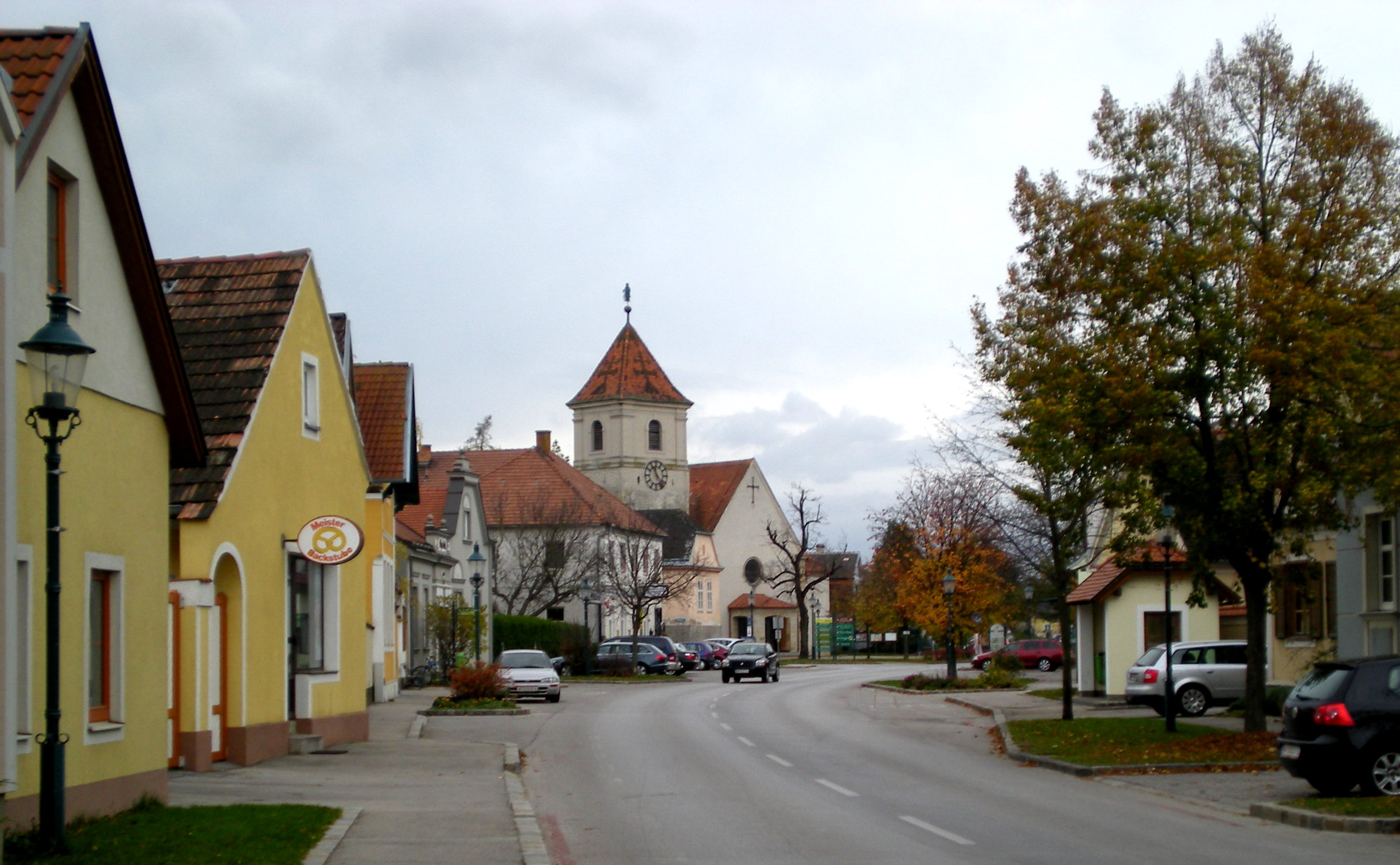
Calle principal e iglesia parroquial de Katzelsdorf.